# Masury
Masury – jednostka osadnicza w USA, w stanie Ohio, w hrabstwie Trumbull. Według danych z 2000 roku miejscowość miała 2618 mieszkańców.